# Cha Seung-won
Đây là một tên người Triều Tiên, họ là Cha.
Cha Seung-won (sinh ngày 7 tháng 6 năm 1970) là một nam diễn viên người Hàn Quốc, người bắt đầu sự nghiệp với tư cách là một người mẫu thời trang theo yêu cầu vào những năm 1990. Cha Seung-won đã đạt được ngôi sao thông qua các bộ phim hài ăn khách Kick the Moon (2001), Jail Breakers (2002), My teacher, Mr. Kim (2003), và Ghost House (2004). Sau khi chứng minh tính linh hoạt của mình trong các thể loại khác, đặc biệt là trong thời kỳ phim kinh dị Mưa Máu (2005) và bộ phim tình cảm Mỹ Sơn (2007), sự nổi tiếng Cha Seung-won tiếp tục với bộ phim truyền hình Bodyguard (2003), City Hall (2009), The Greatest Love (2011) vàHwayugi (2017).

## Quay phim

### Phim
| Năm  | Tên Movie                       | Vai                                              |
| ---- | ------------------------------- | ------------------------------------------------ |
| 1997 | Kỳ nghỉ ở Seoul                 | Bạn trai chân mẫu                                |
| 1998 | Nếu mặt trời mọc ở phương Tây   | Ji-min                                           |
| 1999 | Bóng ma trong tình yêu          | Na Han-su                                        |
| 1999 | Tấn công trạm xăng              | một phần bit                                     |
| 1999 | Fin de Siecle                   | Sang-woo                                         |
| 2000 | Tuần trăng mật đen              | Kim Joon-ho                                      |
| 2000 | Tôi                             | Yeo Hee-su                                       |
| 2001 | Đá mặt trăng                    | Choi Ki-woong                                    |
| 2002 | Thoát ra                        | Dương Cheol-gon                                  |
| 2002 | Máy bẻ khóa                     | Choi Moo-seok                                    |
| 2003 | Thầy tôi, thầy Kim              | Kim Bông-doo                                     |
| 2004 | Nhà ma                          | Park Pil-gi                                      |
| 2004 | Rivals đáng yêu                 | Kim Bong-doo (cameo)                             |
| 2005 | Mưa máu                         | Lee Won-gyoo                                     |
| 2005 | Giết người, lấy một             | Choi Yeon-gi                                     |
| 2006 | Qua biên giới                   | Kim Sun-ho                                       |
| 2007 | Thị trấn nhỏ Rivals             | Jo Choon-sam                                     |
| 2007 | Con trai của tôi                | Lee Kang-shik                                    |
| 2008 | Mắt cho mắt                     | Ahn Hyun-min                                     |
| 2009 | Bí mật                          | Kim Seong-yeol                                   |
| 2010 | Lưỡi dao máu                    | Lee Mong-hak                                     |
| 2010 | 71: Vào lửa                     | Park Moo-rang                                    |
| 2012 | Dự án Suck Up: Ông XXX-Kisser   | Cha Seung-won (cameo)                            |
| 2014 | Người đàn ông trên giày cao gót | Yoon Ji-wook                                     |
| 2015 | Minions                         | Người kể chuyện (giọng nói, lồng tiếng Hàn Quốc) |
| 2016 | Bản đồ chống lại thế giới       | Kim Jeong-ho                                     |
| 2018 | Tín đồ                          | Brian (Xuất hiện đặc biệt)                       |
| 2019 | Vui lên bí ẩn                   |                                                  |

### Phim truyền hình
| Năm  | Tên drama                                   | Vai               | Mạng |
| ---- | ------------------------------------------- | ----------------- | ---- |
| 1997 | Câu chuyện New York                         |                   | SBS  |
| 1998 | Bài hát của gió                             |                   | SBS  |
| 1998 | Phụ nữ so với phụ nữ                        |                   | MBC  |
| 1998 | Chạy chân trần                              |                   | MBC  |
| 1998 | Người yêu nhút nhát                         | Im Sung-bom       | MBC  |
| 1998 | Nụ hôn của thiên thần                       | Jang Tae-ju       | KBS2 |
| 1999 | Hoa hồng và giá đỗ                          | Choi Gyu-dae      | MBC  |
| 1999 | Chủ nhật hay nhất "Ai đó đang theo dõi tôi" |                   | KBS2 |
| 1999 | Người phụ nữ trên đỉnh                      | Seung-il          | SBS  |
| 1999 | Chuyện tình "Tin nhắn"                      |                   | SBS  |
| 2003 | Vệ sĩ                                       | Hồng Kỳ           | KBS2 |
| 2009 | Toà thị chính                               | Jo Gook           | SBS  |
| 2010 | Athena: Nữ thần chiến tranh                 | Sơn Hyuk          | SBS  |
| 2011 | Tình yêu tuyệt vời nhất                     | Dokko Jin         | MBC  |
| 2014 | Chạy đâu cho thoát - You are all surrounded | Seo Pan-seok      | SBS  |
| 2015 | Bức họa vương quyền - Hwajung               | Hoàng tử GwangHae | MBC  |
| 2017 | Hoa du kí - A Odyssey Korean                | Woo Hwi-chul      | tvN  |

### Chương trình tạp kỹ
| Năm  | Tên chương trình                                              | Vai             | Mạng |
| ---- | ------------------------------------------------------------- | --------------- | ---- |
| 1998 | Nói lời nói của Lee Seung-yeon                                | Đồng chủ nhà    | SBS  |
| 1998 | ĐI! Thiên đường của chúng ta                                  | Chủ nhà         | MBC  |
| 1998 | Kim Hye-soo Plus bạn                                          | Đồng chủ nhà    | SBS  |
| 1998 | Trại âm nhạc                                                  | MC              | MBC  |
| 2006 | Câu lạc bộ sức khỏe của Cha Seung-won (tối chủ nhật chủ nhật) | Bản thân anh ấy | MBC  |
| 2015 | Ba bữa một ngày: Làng chài                                    | Bản thân anh ấy | tvN  |
| 2016 | Ba bữa ăn một ngày: Làng Gochang                              | Bản thân anh ấy | tvN  |

### Xuất hiện video âm nhạc
| Năm  | Tên bài hát                         | Nghệ sĩ        |
| ---- | ----------------------------------- | -------------- |
| 1998 | "Ngay cả khi thế giới đánh lừa bạn" | Kim Jang-hoon  |
| 1998 | "Ngộ độc"                           | Uhm Jung-hwa   |
| 2000 | "Tôi là một người đàn ông"          | Kim Jang-hoon  |
| 2001 | "Anh yêu em"                        | Chức vụ        |
| 2002 | "Trong tim tôi"                     | 4U             |
| 2003 | Dự án X                             |                |
| 2008 | "Tắm mưa"                           | Kim Jang-hoon  |
| 2011 | "Khóc khóc"                         | T-ara          |
| 2012 | " Dovey tình yêu "                  | T-ara          |
| 2012 | "Tôi xin lôi"                       | Công viên Lena |
| 2017 | "Đẹp"                               | Muốn một       |

## Nhà hát
| Năm  | Tên                               | Vai trò      |
| ---- | --------------------------------- | ------------ |
| 2012 | Mang cho tôi chiếc xe lửa của tôi | Lee Soon-woo |

## Giải thưởng và đề cử
| Năm  | Giải thưởng                                               | thể loại                                                                           | Đề cử công việc             | Kết quả | Tham chiếu |
| ---- | --------------------------------------------------------- | ---------------------------------------------------------------------------------- | --------------------------- | ------- | ---------- |
| 1995 | Dòng mô hình                                              | Giải mặc đẹp nhất                                                                  | Không có                    | Thắng   |            |
| 1995 | Hiệp hội người mẫu Hàn Quốc                               | Người mẫu của năm                                                                  | Không có                    | Thắng   |            |
| 1995 | Hiệp hội nhiếp ảnh thời trang Hàn Quốc                    | Người mẫu của năm                                                                  | Không có                    | Thắng   |            |
| 1995 | Giải thưởng mặc đẹp nhất lần thứ 12                       | Mặc đẹp nhất, hạng mục người mẫu                                                   | Không có                    | Thắng   |            |
| 1996 | Hiệp hội thời trang Hàn Quốc                              | Người mẫu nam của năm                                                              | Không có                    | Thắng   |            |
| 1997 | Lễ hội thời trang Adieu Model                             | Giải thưởng lớn (Daesang) trong thời trang                                         | Không có                    | Thắng   |            |
| 1999 | Giải thưởng Thiên nga ăn mặc đẹp nhất Hàn Quốc lần thứ 16 | Ăn mặc đẹp nhất                                                                    | Không có                    | Thắng   |            |
| 2000 | Giải thưởng Grand Bell lần thứ 37                         | Nam diễn viên mới xuất sắc nhất                                                    | Một thế kỷ kết thúc         | Đề cử   |            |
| 2000 | Giải thưởng phim Rồng xanh lần thứ 21                     | Nam diễn viên phụ xuất sắc nhất                                                    | Tôi                         | Đề cử   |            |
| 2001 | Giải thưởng Grand Bell lần thứ 38                         | Nam diễn viên xuất sắc nhất                                                        | Tôi                         | Đề cử   |            |
| 2001 | Giải thưởng phim Rồng xanh lần thứ 22                     | Nam diễn viên xuất sắc nhất                                                        | Đá mặt trăng                | Đề cử   |            |
| 2002 | Giải thưởng điện ảnh vàng lần thứ 25                      | Giải thưởng phổ biến                                                               | Đá mặt trăng                | Thắng   |            |
| 2003 | Giải thưởng nghệ thuật Baeksang lần thứ 39                | Nam diễn viên xuất sắc nhất (Phim)                                                 | Máy bẻ khóa                 | Thắng   |            |
| 2003 | Giải thưởng Grand Bell lần thứ 40                         | Nam diễn viên xuất sắc nhất                                                        | Thầy tôi, thầy Kim          | Đề cử   |            |
| 2003 | Giải thưởng phim Rồng xanh lần thứ 24                     | Nam diễn viên xuất sắc nhất                                                        | Thầy tôi, thầy Kim          | Đề cử   |            |
| 2003 | Giải thưởng Grimae lần thứ 16                             | Nam diễn viên xuất sắc nhất                                                        | Vệ sĩ                       | Thắng   |            |
| 2003 | Giải thưởng phim truyền hình KBS                          | Giải thưởng phổ biến                                                               | Vệ sĩ                       | Thắng   |            |
| 2003 | Giải thưởng phim truyền hình KBS                          | Giải thưởng xuất sắc hàng đầu, diễn viên                                           | Vệ sĩ                       | Thắng   |            |
| 2003 | Hiệp hội các nhà quảng cáo Hàn Quốc                       | Giải thưởng người mẫu tốt                                                          | Không có                    | Thắng   |            |
| 2004 | Giải thưởng nghệ thuật Baeksang lần thứ 40                | Nam diễn viên xuất sắc nhất (TV)                                                   | Vệ sĩ                       | Đề cử   |            |
| 2006 | Giải thưởng nghệ thuật Baeksang lần thứ 42                | Nam diễn viên xuất sắc nhất (Phim)                                                 | Mưa máu                     | Đề cử   |            |
| 2007 | Giải thưởng TVCF                                          | Mô hình CF tốt nhất năm 2006                                                       | Không có                    | Thắng   |            |
| 2007 | Giải thưởng nghệ thuật điện ảnh Chunsa lần thứ 15         | Nam diễn viên xuất sắc nhất                                                        | Con trai của tôi            | Thắng   | [ 3 ]      |
| 2007 | Giải thưởng Thiết kế & Thời trang Hàn Quốc                | Giải thưởng biểu tượng thời trang                                                  | Không có                    | Thắng   |            |
| 2008 | Giải thưởng Trang sức Hàn Quốc lần thứ 1                  | Giải thưởng Sapphire                                                               | Không có                    | Thắng   |            |
| 2009 | Giải thưởng phim truyền hình SBS                          | 10 ngôi sao hàng đầu                                                               | Toà thị chính               | Thắng   | [ 4 ]      |
| 2009 | Giải thưởng phim truyền hình SBS                          | Giải thưởng xuất sắc, diễn viên đặc biệt                                           | Toà thị chính               | Thắng   | [ 4 ]      |
| 2010 | Giải thưởng Liên hoan người mẫu châu Á lần thứ 5          | Giải thưởng đặc biệt châu Á, hạng mục phim                                         | Không có                    | Thắng   |            |
| 2011 | Giải thưởng truyền hình cáp Hồng Kông lần 1               | Nam diễn viên xuất sắc nhất                                                        | Toà thị chính               | Đề cử   |            |
| 2011 | Giải thưởng Lựa chọn thứ năm của Mnet 20                  | Cơ thể nam nóng bỏng (Gói sáu múi tốt nhất)                                        | Không có                    | Thắng   | [ 5 ]      |
| 2011 | Giải thưởng Lựa chọn thứ năm của Mnet 20                  | Ngôi sao phim truyền hình nóng bỏng - Nam                                          | Tình yêu tuyệt vời nhất     | Thắng   | [ 5 ]      |
| 2011 | Giải thưởng Biểu tượng Phong cách lần thứ 4               | Biểu tượng phong cách của năm                                                      | Không có                    | Thắng   | [ 6 ]      |
| 2011 | Giải thưởng Phong cách sống Hàn Quốc lần thứ 9            | Trang phục đẹp nhất của năm - Nam                                                  | Không có                    | Thắng   | [ 7 ]      |
| 2011 | Giải thưởng phim truyền hình Hàn Quốc lần thứ 4           | Nam diễn viên xuất sắc nhất                                                        | Tình yêu tuyệt vời nhất     | Đề cử   |            |
| 2011 | Giải thưởng phát thanh truyền hình Hàn Quốc lần thứ 38    | Nam diễn viên xuất sắc nhất                                                        | Tình yêu tuyệt vời nhất     | Thắng   | [ 8 ]      |
| 2011 | Giải thưởng Grimae lần thứ 24                             | Nam diễn viên xuất sắc nhất                                                        | Tình yêu tuyệt vời nhất     | Thắng   | [ 9 ]      |
| 2011 | Giải thưởng phim truyền hình SBS                          | Giải thưởng xuất sắc, diễn viên trong một bộ phim kế hoạch đặc biệt                | Athena: Nữ thần chiến tranh | Đề cử   |            |
| 2011 | Giải thưởng phim truyền hình MBC                          | Giải cặp đôi đẹp nhất với Gong Hyo-jin                                             | Tình yêu tuyệt vời nhất     | Thắng   | [ 10 ]     |
| 2011 | Giải thưởng phim truyền hình MBC                          | Giải thưởng xuất sắc hàng đầu, diễn viên trong một miniseries                      | Tình yêu tuyệt vời nhất     | Thắng   | [ 10 ]     |
| 2012 | Giải thưởng nghệ thuật Baeksang lần thứ 48                | Nam diễn viên xuất sắc nhất (TV)                                                   | Tình yêu tuyệt vời nhất     | Đề cử   |            |
| 2014 | Giải thưởng phim truyền hình SBS                          | Giải thưởng xuất sắc hàng đầu, diễn viên trong một bộ phim truyền hình đặc biệt    | Bạn là tất cả bao quanh     | Đề cử   |            |
| 2015 | Giải thưởng Liên hoan người mẫu châu Á lần thứ 10         | Giải thưởng Ngôi sao châu Á                                                        | Không có                    | Thắng   |            |
| 2015 | Giải thưởng phim truyền hình Hàn Quốc lần thứ 8           | Giải thưởng lớn (Daesang)                                                          | Chính trị tráng lệ          | Đề cử   |            |
| 2015 | Giải thưởng Ngôi sao APAN lần thứ 4                       | Giải thưởng xuất sắc hàng đầu, diễn viên trong một bộ phim truyền hình nối tiếp    | Chính trị tráng lệ          | Đề cử   |            |
| 2015 | Giải thưởng phim truyền hình MBC                          | Giải thưởng 10 sao hàng đầu                                                        | Chính trị tráng lệ          | Thắng   |            |
| 2015 | Giải thưởng phim truyền hình MBC                          | Giải thưởng xuất sắc hàng đầu, diễn viên trong một dự án phim truyền hình đặc biệt | Chính trị tráng lệ          | Đề cử   |            |
| 2015 | Giải thưởng phim truyền hình MBC                          | Giải thưởng lớn (Daesang)                                                          | Chính trị tráng lệ          | Đề cử   |            |
| 2017 | Giải thưởng phong cách Elle                               | Siêu biểu tượng (Nam)                                                              | Không có                    | Thắng   | [ 11 ]     |
| 2017 | Giải thưởng văn hóa đại chúng Hàn Quốc lần thứ 8          | Khuyến nghị của tổng thống                                                         | Không có                    | [ 12 ]  |            |